# Hiro H3H
L'Hiro H3H, indicato anche come Idrovolante Tipo 90 in base alla convenzione di designazione "lunga", fu un idrovolante a scafo centrale, trimotore monoplano ad ala alta, sviluppato in Giappone dall'ufficio tecnico dell'Undicesimo arsenale tecnico aeronavale di Hiro, prefettura di Hiroshima, nei tardi anni venti del XX secolo, e rimasto allo stadio di prototipo.
Realizzato per ricoprire il ruolo di idroricognitore-bombardiere e sostituire in servizio i precedenti Hiro H1H e H2H, ad una valutazione comparativa con il Kawanishi H3K gli venne preferito quest'ultimo sebbene tecnologicamente più conservativo.

## Storia del progetto
Nel 1930, il viceammiraglio Yuzuru Hiraga, allora comandante dell'undicesimo arsenale navale di Kure della Marina imperiale, grazie all'esperienza maturata dall'ufficio tecnico nella progettazione di idrovolanti e la competenza nella tecnologia dei metalli ordinò fosse avviato il progetto di un nuovo modello tecnologicamente avanzato, un idrovolante trimotore di costruzione interamente metallica, il primo progettato interamente in Giappone. Tra le caratteristiche richieste vi era la capacità di rimanere in volo con soli due motori, quella di trasportare un carico bellico in bombe da caduta fino a 1 000 kg, e, secondo alcune fonti, che integrasse una postazione difensiva con un mitragliere posizionato in coda.

## Descrizione tecnica
Il progetto, sviluppato dall'allora capitano di fregata Misao Wada sotto la direzione del tenente comandante Jun Okamura, era relativo ad un grande idrovolante a scafo centrale, monoplano, con ala a sbalzo posizionata alta sullo scafo, e costruita attorno a un singolo longherone a cassone Wagner precedentemente collaudato dalla società tedesca Rohrbach Metallflugzeugbau. Sulla parte superiore dell'ala erano collocate, all'apice di castelli tubolari metallici, le tre gondole contenenti i motori, ed inferiormente erano disposti due galleggianti equilibratori, uno per lato, posizionati a metà campata su montanti a N verticali e rinforzati da coppie di montanti paralleli verso l'interno all'ala.. I tre motori in linea 8 cilindri a V Mitsubishi Hi da 480–590 kW (650–790 CV), costruiti su licenza, erano montati in configurazione trattiva sull'ala, ed azionavano ognuno un'elica quadripala.  Lo scafo, che integrava le postazioni per l'equipaggio in abitacoli aperti, posteriormente terminava in una coda dall'impennaggio cruciforme monoderiva. Le sue superfici di coda erano convenzionali con il piano di coda montato appena sopra la base dello timone e collegato alla fusoliera con montanti a N. Lo scafo incorporava sia l'esperienza maturata dalla Hiro che alcune caratteristiche del Supermarine Southampton, con l'idrodinamica perfezionata nella vasca d'acqua del Naval Technical Research Institution sotto la supervisione dell'architetto navale, il vicemmiraglio Hiraga. L'H3H1 disponeva da una cabina di pilotaggio aperta, a posti affiancati, posizionata nella parte anteriore della fusoliera, ben davanti all'ala. Anteriormente alla cabina di pilotaggio vi era una postazione aperta per il mitragliere, dotata di una coppia di mitragliatrici brandeggiabili da 7,7 mm. Altre postazioni di mitragliatrici, così equipaggiate, erano situate al centro (2) e sulla coda. Il carico massimo di bombe era di 1.000 kg (2.200 libbre).

## Impiego operativo
Il prototipo venne terminato nel 1931 quindi, dopo le prove preliminari, nel mese di maggio fu inviato alla Base navale di Yokosuka per le prove ufficiali, a cura del tenente comandante Daizo Nakajima, dove si trovò a competere con il modello proposto dalla Kawanishi Kōkūki. Ai due modelli vennero ufficialmente identificati, secondo la "designazione lunga", come "Tipo 90": Tipo 90-1, o secondo la convenzione "corta" H3H, il modello dell'Undicesimo Arsenale (Hiro), e Tipo 90-2, o H3K, quello dell'azienda della Prefettura di Hyōgo.
Nelle prove comparative l'H3H si dimostrò gravato da alcune problematiche, tra le quali la carenza di stabilità direzionale in fase di decollo, appena staccatosi dal pelo dell'acqua, e la tendenza al surriscaldamento dei motori. Per cercare di ovviare al problema vennero avviati una serie di interventi che riguardarono l'accessoristica dei motori, riposizionando i radiatori e provando diverse tipologie di eliche, e l'impennaggio, che integrò prima degli elementi verticali aggiuntivi  e poi venne rivisto nei montanti che sostenevano i due piani orizzontali. Le varie modifiche furono talmente sostanziali da far indicare ufficialmente i progressivi sviluppi nel codice di designazione, espressamente dal Tipo 90-1-1 al Tipo 90-1-4.
Nel 1933 la Marina imperiale ritenne terminata la valutazione comparativa, valutando maggiormente idoneo al servizio il più conservativo H3K ed assegnando alla Kawanishi un contratto di fornitura per dotarlo ai propri reparti della propria componente aerea, la Dai-Nippon Teikoku Kaigun Kōkū Hombu. L'H3H venne dunque assegnato alla Mitsubishi Jūkōgyō per utilizzarlo come laboratorio volante per prove su motori aeronautici, contribuendo allo sviluppo del radiale 14 cilindri a doppia stella Mitsubishi Shinten, rimanendo in servizio fino al 1941.

## Utilizzatori
Giappone
- Dai-Nippon Teikoku Kaigun Kōkū Hombu

### Annotazioni
1. ↑  Versioni costruite su licenza degli Hispano-Suiza 8.
2. ↑  Le modifiche portarono all'aggiunta di alette ausiliarie sul piano di coda e alla modifica dei montanti del piano di coda per consentire la regolazione dell'angolo di calettamento.

### Fonti
1. 1 2 3 4 5 6 7 8 9 10 11 12  Mikesh, Abe 1990, pp. 97-98.
2. 1 2 3 4 5 6  Takamatsu 1933, pp. 36-37.
3. 1 2 3 4 5  Valka.cz.